# 司馬保
司馬保（296年—320年），字景度，河内温县人，晋朝宗室，司馬懿之弟司馬馗的曾孙，南陽王司馬模之子。

## 生平
司馬保原為南陽國世子，年輕時有文采，喜歡著作。西晉永嘉五年（311年）被其父表為西中郎將、東羌校尉，鎮守上邽（今中國甘肅省天水市），後又任秦州刺史。同年發生永嘉之禍，晉懷帝司馬熾被漢國所俘，司馬模亦戰敗被殺。次年（312年），秦王司馬業在長安（今陝西省西安市）建行台（臨時政府），將已襲南陽王位的司馬保封為大司馬。建興元年（313年），再受封為右丞相、大都督、都督陝西諸軍事；與受封為左丞相、大都督、都督陝東諸軍事的琅邪王司馬睿並列。建興三年（315年）再被命為相國。
次年（316年），晉愍帝司馬業又被漢國所俘，帝位虛懸。司馬保有登帝位之意，但司馬睿先於317年、318年依次稱晉王、帝，是為晉元帝；司馬保於319年亦稱「晉王」，改元建康，並不臣服於司馬睿。但在明年（320年），司馬保即為部將張春、楊次所囚，不久被處死。张春立宗室之子司马瞻为晋王世子。
司馬保昏庸懦弱又無決斷力，身材肥胖，曾自稱重八百斤。嗜睡，有陽痿，因此無子。後司馬保故將陳安滅張春、楊次，將司馬保以天子之禮葬於上邽，並諡為元王。
南北朝时期的司马子如自称司马保七世孙。

## 評價
- 《晉書》：新蔡、南陽，俱蒞方嶽。值王室多難，中原蕪梗，表義甄節，效績艱危。于時丑類實繁，凶威日逞，勢懸眾釁，相繼淪亡，悲夫！